# Bundestagswahlkreis Pirmasens
Der Wahlkreis Pirmasens (Wahlkreis 209; bis zur Bundestagswahl 2021 Wahlkreis 210) ist ein Bundestagswahlkreis in Rheinland-Pfalz. Er umfasst die kreisfreien Städte Pirmasens und Zweibrücken, den Landkreis Südwestpfalz und den Süden des Landkreises Kaiserslautern mit den Verbandsgemeinden Bruchmühlbach-Miesau, Landstuhl und Ramstein-Miesenbach.
Der Wahlkreis besitzt die aktuelle Abgrenzung seit der Wahlkreisreform von 2002, bei der er um den Südteil des Landkreises Kaiserslautern vergrößert wurde. Vorher umfasste er seit 1965 nur Pirmasens und Zweibrücken sowie den heutigen Landkreis Südwestpfalz. Von 1949 bis 1965 hieß der Wahlkreis Zweibrücken und umfasste noch zusätzlich den ehemaligen Landkreis Bergzabern.
Nachdem der Wahlkreis bei bislang allen Bundestagswahlen, außer 1998, vom jeweiligen Direktkandidaten der CDU gewonnen wurde, konnte sich bei der Bundestagswahl 2021 Angelika Glöckner von der SPD durchsetzen.

## Wahlkreisgeschichte
| Wahl      | Wahlkreisname | Gebiet |
| --------- | ------------- | --- |
| 1965–1969 | 162 Pirmasens | Pirmasens, Zweibrücken, Landkreis Pirmasens, Landkreis Zweibrücken |
| 1972–1976 | 162 Pirmasens | Pirmasens, Zweibrücken, Landkreis Pirmasens |
| 1980–1998 | 160 Pirmasens | Pirmasens, Zweibrücken, Landkreis Pirmasens |
| 2002      | 213 Pirmasens | Pirmasens, Zweibrücken, Landkreis Südwestpfalz, vom Landkreis Kaiserslautern die Verbandsgemeinden Bruchmühlbach-Miesau, Landstuhl (in den heutigen Grenzen) und Ramstein-Miesenbach |
| 2005      | 212 Pirmasens | Pirmasens, Zweibrücken, Landkreis Südwestpfalz, vom Landkreis Kaiserslautern die Verbandsgemeinden Bruchmühlbach-Miesau, Landstuhl (in den heutigen Grenzen) und Ramstein-Miesenbach |
| 2009–2013 | 211 Pirmasens | Pirmasens, Zweibrücken, Landkreis Südwestpfalz, vom Landkreis Kaiserslautern die Verbandsgemeinden Bruchmühlbach-Miesau, Landstuhl (in den heutigen Grenzen) und Ramstein-Miesenbach |
| 2017–2021 | 210 Pirmasens | Pirmasens, Zweibrücken, Landkreis Südwestpfalz, vom Landkreis Kaiserslautern die Verbandsgemeinden Bruchmühlbach-Miesau, Landstuhl (in den heutigen Grenzen) und Ramstein-Miesenbach |
| 2025–     | 209 Pirmasens | Pirmasens, Zweibrücken, Landkreis Südwestpfalz, vom Landkreis Kaiserslautern die Verbandsgemeinden Bruchmühlbach-Miesau, Landstuhl (in den heutigen Grenzen) und Ramstein-Miesenbach |

Der Landkreis Zweibrücken wurde 1972 in den Landkreis Pirmasens eingegliedert, der 1997 in Landkreis Südwestpfalz umbenannt wurde.

## Wahlkreisabgeordnete
| Wahl | Abgeordneter | Abgeordneter         | Partei | Stimmen in % |
| ---- | ------------ | -------------------- | ------ | ------------ |
| 1965 |              | Josef Becker         | CDU    | 48,6         |
| 1969 | 47,1         | Josef Becker         | CDU    |              |
| 1972 |              | Werner Marx          | CDU    | 47,2         |
| 1976 | 51,6         | Werner Marx          | CDU    |              |
| 1980 | 49,8         | Werner Marx          | CDU    |              |
| 1983 | 53,8         | Werner Marx          | CDU    |              |
| 1987 |              | Klaus-Dieter Uelhoff | CDU    | 49,2         |
| 1990 | 46,3         | Klaus-Dieter Uelhoff | CDU    |              |
| 1994 | 44,9         | Klaus-Dieter Uelhoff | CDU    |              |
| 1998 |              | Lydia Westrich       | SPD    | 45,7         |
| 2002 |              | Anita Schäfer        | CDU    | 45,1         |
| 2005 | 42,4         | Anita Schäfer        | CDU    |              |
| 2009 | 39,4         | Anita Schäfer        | CDU    |              |
| 2013 | 45,9         | Anita Schäfer        | CDU    |              |
| 2017 | 36,8         | Anita Schäfer        | CDU    |              |
| 2021 |              | Angelika Glöckner    | SPD    | 30,4         |
| 2025 |              | Florian Bilic        | CDU    | 33,3         |

## Wahlergebnisse

### Bundestagswahl 2025
| Kandidaten                                            | Kandidaten                 | Parteien/Listen     | Erststimmen | Erststimmen | Zweitstimmen | Zweitstimmen |
| Kandidaten                                            | Kandidaten                 | Parteien/Listen     | Stimmen     | %           | Stimmen      | %            |
| ----------------------------------------------------- | -------------------------- | ------------------- | ----------- | ----------- | ------------ | ------------ |
|                                                       | Angelika Glöckner          | SPD                 | 28.474      | 20,7        | 23.976       | 17,4         |
|                                                       | Florian Bilicgewählt im WK | CDU                 | 45.682      | 33,3        | 41.658       | 30,3         |
|                                                       | Dominik Fey                | GRÜNE               | 6.112       | 4,5         | 8.138        | 5,9          |
|                                                       | Anne Oberle                | FDP                 | 4.078       | 3,0         | 5.666        | 4,1          |
|                                                       | Iris Nieland               | AfD                 | 34.424      | 25,1        | 37.286       | 27,1         |
|                                                       | Daniel Melzel              | Die Linke           | 4.924       | 3,6         | 6.594        | 4,8          |
|                                                       | Jens Erik Specht           | Freie Wähler        | 4.632       | 3,4         | 2.903        | 2,1          |
|                                                       | Barbara Schwarz            | Tierschutzpartei    | 3.840       | 2,8         | 2.888        | 2,1          |
|                                                       | –                          | Die PARTEI          | –           | –           | 636          | 0,5          |
|                                                       | –                          | Volt                | –           | –           | 607          | 0,4          |
|                                                       | –                          | ÖDP                 | –           | –           | 150          | 0,1          |
|                                                       | –                          | MLPD                | –           | –           | 31           | 0,0          |
|                                                       | Heinz Berta                | Bündnis Deutschland | 234         | 0,2         | 249          | 0,2          |
|                                                       | Peter Kalmes               | BSW                 | 4.827       | 3,5         | 6.905        | 5,0          |
| Gesamt                                                | Gesamt                     | Gesamt              | 137.227     | 100         | 137.687      | 100          |
|                                                       |                            |                     |             |             |              |              |
| Quellen: Die Bundeswahlleiterin, Kandidaten – Stimmen |                            |                     |             |             |              |              |

### Bundestagswahl 2021
Die Bundestagswahl 2021 fand am Sonntag, dem 26. September 2021 statt. Den Wahlkreis gewann Angelika Glöckner (SPD).
| Direktkandidat        | Partei           | Erststimmen in % | Zweitstimmen in % |
| --------------------- | ---------------- | ---------------- | ----------------- |
| Florian Bilic         | CDU              | 30,1             | 25,6              |
| Angelika Glöckner     | SPD              | 30,4             | 29,3              |
| Ferdinand Weber       | AfD              | 12,7             | 13,1              |
| Erika Watson          | FDP              | 7,6              | 11,0              |
| Susanne Bendig        | GRÜNE            | 6,0              | 7,6               |
| Frank Eschrich        | DIE LINKE        | 2,8              | 3,2               |
| Roswitha Jeckel       | FREIE WÄHLER     | 4,6              | 3,8               |
| Marc-Oliver Riedinger | Die PARTEI       | 1,5              | 1,1               |
| –                     | PIRATEN          | –                | 0,4               |
| –                     | ÖDP              | –                | 0,1               |
| –                     | NPD              | –                | 0,2               |
| –                     | V-Partei³        | –                | 0,1               |
| –                     | MLPD             | –                | 0,0               |
| Klaus Dietrich        | dieBasis         | 1,3              | 1,2               |
| –                     | DiB              | –                | 0,1               |
| –                     | LKR              | –                | 0,0               |
| –                     | Die Humanisten   | –                | 0,1               |
| Barbara Maria Schwarz | Tierschutzpartei | 2,5              | 2,5               |
| –                     | Team Todenhöfer  | –                | 0,2               |
| Andreas Winkler       | Volt             | 0,4              | 0,3               |
| Verena Eunike Hofmann | Klimaliste       | 0,1              | –                 |

### Bundestagswahl 2017
Die Bundestagswahl 2017 fand am Sonntag, dem 24. September 2017, statt. Wahlberechtigt sind etwa 209.000 Personen. Es werden 10 Parteien antreten. Den Wahlkreis gewann wie zuvor Anita Schäfer von der CDU, durch die jeweiligen Parteienlisten, ziehen Angelika Glöckner von der SPD und Brigitte Freihold von Die Linke in den Bundestag ein.
| Direktkandidat         | Partei       | Erststimmen in % | Zweitstimmen in % |
| ---------------------- | ------------ | ---------------- | ----------------- |
| Anita Schäfer          | CDU          | 36,8             | 35,8              |
| Angelika Glöckner      | SPD          | 28,8             | 24,7              |
| Felix Schmidt          | GRÜNE        | 4,2              | 4,6               |
| Sebastian Schäfer      | FDP          | 6,7              | 8,9               |
| Brigitte Freihold      | Die Linke    | 6,1              | 7,2               |
| Ferdinand Ludwig Weber | AfD          | 12,8             | 14,1              |
| –                      | PIRATEN      | –                | 0,5               |
| Martin Eichert         | Freie Wähler | 2,6              | 1,8               |
| Markus Walter          | NPD          | 0,6              | 0,6               |
| –                      | ÖDP          | –                | 0,2               |
| –                      | MLPD         | –                | 0,0               |
| –                      | BGE          | –                | 0,2               |
| Aaron Bastian Schmidt  | Die PARTEI   | 1,4              | 1,2               |
| –                      | V-Partei³    | –                | 0,3               |

### Bundestagswahl 2013
Die Bundestagswahl 2013 fand am Sonntag, dem 22. September 2013, statt. Wahlberechtigt waren 180.543 Personen, wovon 128.747 (71,3 %) zur Wahl gingen. Das Direktmandat konnte mit 41,9 % die bisherige Inhaberin Anita Schäfer von der CDU verteidigen.
Es traten 14 Parteien in Rheinland-Pfalz landesweit gegeneinander an. Dies entschied der Landeswahlausschuss in einer öffentlichen Sitzung am 26. Juli 2013 in Mainz. Damit erhielten alle Parteien eine Zulassung, die fristgerecht bis zum 15. Juli ihre Landeslisten und weitere Unterlagen eingereicht hatten.
Die Reihenfolge der zugelassenen Landeslisten auf dem Stimmzettel richtet sich zunächst nach der Zahl der Zweitstimmen, die die jeweilige Partei bei der letzten Bundestagswahl im Land erreicht hat (Listenplätze 1 – 10):
CDU, SPD, FDP, GRÜNE, Die Linke, PIRATEN, NPD, REP, ÖDP und MLPD. Neu kandidierende Listen schließen sich in alphabetischer Reihenfolge ihres Namens an (Listenplätze 11 – 14): Alternative für Deutschland (AfD), Bürgerbewegung pro Deutschland (pro Deutschland), Freie Wähler und die Partei der Vernunft.
| Direktkandidat    | Partei                         | Erststimmen in % | Zweitstimmen in % |
| ----------------- | ------------------------------ | ---------------- | ----------------- |
| Anita Schäfer     | CDU                            | 45,9             | 43,7              |
| Angelika Glöckner | SPD                            | 32,2             | 28,0              |
| Steven Wink       | FDP                            | 2,8              | 5,1               |
| Felix Schmidt     | GRÜNE                          | 4,1              | 4,7               |
| Frank Eschrich    | Die Linke                      | 6,0              | 6,5               |
| Birgit Wenzel     | Piratenpartei                  | 2,7              | 2,4               |
| Ricarda Riefling  | NPD                            | 1,9              | 1,7               |
| Heinz Karl Hinkel | Die Republikaner               | 1,5              | 1,0               |
| —                 | ÖDP                            | —                | 0,2               |
| —                 | MLPD                           | —                | 0,0               |
| —                 | AfD                            | —                | 4,3               |
| —                 | Bürgerbewegung pro Deutschland | —                | 0,2               |
| Martin Eichert    | Freie Wähler                   | 2,9              | 1,6               |
| —                 | Partei der Vernunft            | —                | 0,4               |

### Bundestagswahl 2009
| Direktkandidat    | Partei     | Erststimmen in % | Zweitstimmen in % | Bundestagswahl 2005 Zweitstimmen in % |
| ----------------- | ---------- | ---------------- | ----------------- | ------------------------------------- |
| Anita Schäfer     | CDU        | 39,4             | 34,5              | 37,0                                  |
| Sabine Wilhelm    | SPD        | 27,1             | 22,7              | 32,4                                  |
| Heinz-Walter Roth | FDP        | 11,1             | 15,3              | 10,6                                  |
| Fred Konrad       | GRÜNE      | 7,0              | 6,7               | 5,1                                   |
| Frank Eschrich    | Die Linke. | 12,6             | 13,3              | 8,6                                   |
| –                 | REP        | –                | 1,3               | 2,1                                   |
| Markus Walter     | NPD        | 2,8              | 2,0               | 2,1                                   |
| –                 | PBC        | –                | 0,3               | 0,4                                   |
| –                 | FAMILIE    | –                | 1,5               | 1,6                                   |
| –                 | MLPD       | –                | 0,0               | 0,1                                   |
| –                 | PIRATEN    | –                | 2,0               | -                                     |
| –                 | ödp        | –                | 0,3               | -                                     |